# 乙女騎士♥いますぐ私を抱きしめて
『乙女騎士♥いますぐ私を抱きしめて』（おとめきし いますぐわたしをだきしめて）は、ensemble SWEETより2019年4月26日に発売された18禁恋愛アドベンチャーゲームである。公式略称は「乙めて」。
ensemble SWEETとしては初の女装主人公作品であり、姉妹ブランドのensembleから発表されている乙女シリーズ各作品とは世界観を一にしている。シリーズのテイストをそのままに、コメディとエッチ要素を強調した一作となっている。

## システム
本作は、マウスクリックなどでテキストを読み進めていくオーソドックスな恋愛アドベンチャーゲームである。いわゆる攻略ヒロインは3人である。

## あらすじ
ドイツのインターナショナル・スクールで学んでいる桐谷沙綾は念願かなって日本の姉妹校への留学チケットを手に入れるが、生来の病弱が祟って倒れてしまう。入院が長引けば留学も取消しになるかもしれない――心配した双子の弟・綾斗は、決心し日本へ飛ぶと、姉が着るはずだったお嬢様学園「リナリア女学院」の制服に身を包む。
沙綾の身代わりとして女装学園生活を送ることになった綾斗は同級生の雪代ちとせ、上級生の暁天音、下級生の黒峰水純らと親しくなる。学園は「ディアナ祭」と呼ばれる大イベントを間近に控えており、ちとせ達は祭の「ハンター」という役に選ばれていた。そんな折、沙綾（綾斗）もふとした縁が切っ掛けで「ラビット」役に指名されてしまい、祭の詳細を聞いて驚く。ディアナ祭ではハンター達が剣を戦わせてラビットを奪い合い、勝者とラビットは一夜を共にするのだという。

## 舞台
ドイツの宣教師によって設立されたリナリア女学院では、豊穣・豊作を願ったヨーロッパの儀式に由来を持つ「ディアナ祭」を毎年秋に開催している。学園横の森で実施される祭りのメインイベントを「競技大会」という。麦穂の精霊を刈り取る農民の祭は、年月を経て、農民は狩人（ハンター）へ、精霊は兎（ラビット）へと姿を変えたが、開会式でのラビット役生徒の宣誓中に昔の名残を留めている。
宣誓文は同時に、現代で変容した祭の形を端的に告げている。即ち競技大会とは、森の中を逃げるラビット役の生徒を、ハンター役の生徒が捕まえる追いかけっこである。
ハンターは特別製の模造刀と特殊強化プラスチックの鎧で武装しており、ハンター同士が遭遇すると決闘が行われる。決闘のルールはフェンシングに源を発したものではあるが、剣以外での攻撃も許容しているなど、あくまでリナリア女学院独自のもので、相手の鎧に有効打を入れるか、相手の反則によって決着となる。
ラビットは制服姿にベールをかぶる。こちらはハンターが最後の一人になるまで逃げ切らなければならないという不文律が存在する。
ハンター役は運動神経、格闘センスに優れた生徒の中から毎年複数名が選ばれ、その際特に秀でた者には「ふたつ名」が奉られることもある。
前任者の指名によって代々引き継がれているラビットは祭の大役であり、ディアナ祭後もリナリア女学院の学園代表を務めることから、全校生徒の憧れの的となっている。
なお、大会で優勝したハンターとラビットはその晩を森のロッジで共に過ごすしきたりがある。

## 登場人物

### ラビット（主人公）
桐谷 沙綾（きりたに さあや） ／ 本名：桐谷 綾斗（きりたに あやと）
声 - 桜似あかり
姉の身代わりとしてリナリア女学院にやって来た少年。2年生で、学園の寮に暮らす。
日本生まれだが物心つくまえに両親がドイツに移住したため、ドイツでバイリンガルに育つ。右利きで大の甘党。スイーツ作りが趣味。日本のマンガやアニメ文化にはかねて憧れていた。今回の留学に限らず善意やお節介で暴走するところがある。
学園の中庭に落ちていた白バラのペンダントを拾い、持ち主の杏樹に渡したところ、ペンダントをそのまま譲られる。そして、そのペンダントがラビットの証（精霊の魂がモチーフになっている）であるとは知らず、受け取ってしまう。
小さな頃に姉が贈ってくれた機械式の腕時計をずっと宝物にしている。

### ハンター（ヒロイン）
雪代 ちとせ（ゆきしろ －）
声 - 猫村ゆき
リナリア女学院2年生。愛用の鎧の色にちなんだ「無敗の白」のふたつ名を持つ。
沙綾とは同じクラスで席も隣。2年生の寮で一緒に暮らしている。学園に来たばかりで溶け込めていない沙綾を学食に誘うなど親切な人物。沙綾の女装の秘密を知ると、協力を申し出る。一度落ち込むと長引く性格。
子供の頃父親に連れられて競技大会を観戦し、以来ハンターに憧れる。実力者ではあるが、他の2人のふたつ名持ちに比べると戦いぶりは堅実。綿密なシミュレーションで相手の手を読むことに長け、勝てない試合も引き分けに持ち込むことをポリシーとする。
実家は電化製品の工場を経営しており、ちとせも機械いじりを趣味にしている。沙綾の腕時計が壊れた際も修理を買って出る。その腕前は二足歩行ロボットすら自作できるほどで、興味の赴くままにバイブレーターやローターの製作にも手を出している。
暁 天音（あかつき あまね）
声 - 秋野花
リナリア女学院3年生。鎧の色は赤。ふたつ名は「最強の緋」。
世界に展開する暁グループの令嬢。屋敷からリムジンで送迎されており、遅刻しそうなときはヘリコプターを使うこともある。
幼少の頃から多くの格闘技を極めており、1年次から3回連続で選出されている名実ともに最強のハンター。決闘時は「あたらなければ、どうと言う事はないわ」「自分の若さゆえの過ちというのは認めたくはないものね」といった独特の言い回しを多用する。
イメージに反して子供っぽいところがあり、懐中電灯のコレクションを趣味にしていて、日が落ちた森の中を光で照らして遊んでいたところを沙綾に見つかる。沙綾の男性器を見て、沙綾のことをトランスジェンダーと勘違いし、女同士なのをこれ幸いと行為に及んでしまう。
黒峰 水純（くろみね みすみ）
声 - くすはらゆい
リナリア女学院1年生。鎧の色は黒。ふたつ名は「無敵の黒」。
道場を営む古い家に育ち、神速の抜刀術を極めている。今大会では唯一の1年生ハンターで、並の相手であれば打ち合うことすら許さない実力者ぶりから「暁天音の再来」とも評されている。
胸にはサラシを巻いている。男同様に育てられたせいで、料理の腕は大雑把、レパートリーは丼物ばかり。私服のセンスは壊滅的。
かんなが持っていた成人向け漫画を没収したところ自分も夢中になってしまい、以降、毎晩貸し出される漫画本から歪んだ性知識を吸収してきた。その影響で、沙綾の男性器を見てから、競技大会で優勝してロッジでの一泊を済ませるまで、沙綾のことを両性具有（ふたなり）の女性と勘違いしたままだった。

### サブキャラクター
桐谷 沙綾（きりたに さあや） ※本人
声 - 桜似あかり
綾斗の双子の姉。生来病弱で、肺炎にかかりドイツの病院に入院している。
ドイツで姉弟が通っているインターナショナル・スクールはリナリア女学院と姉妹校提携を結んでおり、成績優秀者を無償で日本に留学させている。母国の文化に憧れていた沙綾は数年間の努力の末、留学の権利を手に入れたが、翌日倒れてしまう。綾斗の身代わり留学の切っ掛けを作った人物である。
弟とは逆で、左利きの辛党。本人は貧乳を気にしているが、学校では男子に人気があるらしい。重度のブラコンである。
金子 緒美（かねこ おみ）
声 - 花寺香蓮
リナリア女学院2年生。放送部に所属し、競技大会では中継の実況役を務める。
沙綾とちとせの同級生。ちとせとは入学以来の親友で、「ちーちゃん」「ちゃんおみ」と呼び合っている。沙綾のことは「サーヤ」と呼ぶ。
「学園の噂通」のあだ名を持ち、時々猫言葉（語尾が「にゃー」）で絡んできては、メモ帳を片手に取材を始める。このモードのときは「ねこおみ」と呼ばれる。
山吹 杏樹（やまぶき あんじゅ）
声 - 白月かなめ
リナリア女学院3年生。ラビットを2年連続で務め、絶大なカリスマを持っている。天音とは幼馴染。
後任のラビットをずっと決めあぐねており、教師からも催促されていたところへ、沙綾が留学してきた。沙綾にラビットの地位を譲ってからはそのサポート役を務めるほか、ちとせシナリオでは競技大会中継の解説役もこなしている。
普段はぼーっとしているように見えるが、鋭い。沙綾の女装も見抜いていたらしき描写がある。
丸山 かんな（まるやま －）
声 - 花丸あすな
リナリア女学院1年生。水純の悪友。
マイペースなオタクで、お嬢様学園の生徒の中で最もお嬢様らしくない少女。学校に携帯ゲーム機を持ち込んでは水純に没収されている。エロマンガも没収させたことで、水純をヘンタイの道に引きずり込んだ張本人となる。
水純シナリオでは来年度のラビットを目指す発言をしている。

### 乙女シリーズからの客演
月丘 彰（つきおか あきら）
声 - まきいづみ
ensembleの2009年の作品『花と乙女に祝福を』の主人公。沙綾と綾斗の日本の従兄として登場する。
月丘 晶子（つきおか あきこ）
声 - まきいづみ
同じく『花と乙女に祝福を』の登場人物で、彰の双子の妹。沙綾と綾斗の従姉。

## スタッフ
- 原画 - るちえ（沙綾、ちとせ）、はるるゆこ（天音）、八島タカヒロ（水純）[4]
- シナリオ - 犬狂い[4]
- 服飾デザイン - きみづか葵[3]
- 音楽 - ミリオンバンブー[3]
- ムービー制作 - 神月社（Mju:z）、癸乙夜（Mju:z）、HARADA[3]
- ディレクション - 夏月[3]

## 主題歌
オープニングテーマ「Blooming Knight」
作詞・歌 - 灰墨イノリ / 作曲・編曲 - 鳴呼憂
エンディングテーマ「U AND I Love Chase」
作詞・歌 - 灰墨イノリ / 作曲・編曲 - 鳴呼憂

## サウンドトラック

### 楽曲一覧
| #   | タイトル                               | 作詞       | 作曲             | 収録メディア                               |
| --- | -------------------------------------- | ---------- | ---------------- | ------------------------------------------ |
| 1.  | 「ごきげんよう」                       |            | ミリオンバンブー |                                            |
| 2.  | 「まどろむ午後の木漏れ日」             |            | ミリオンバンブー | ソフマップ特典                             |
| 3.  | 「清く正しく」                         |            | ミリオンバンブー |                                            |
| 4.  | 「いますぐ行きましょう!」              |            | ミリオンバンブー | ソフマップ特典                             |
| 5.  | 「正々堂々」                           |            | ミリオンバンブー | ソフマップ特典                             |
| 6.  | 「遠くの空に想いを馳せて」             |            | ミリオンバンブー |                                            |
| 7.  | 「思い通りに行かない日も……」           |            | ミリオンバンブー |                                            |
| 8.  | 「私はいつでもあなたの側に」           |            | ミリオンバンブー | ソフマップ特典                             |
| 9.  | 「乙女として、騎士として」             |            | ミリオンバンブー |                                            |
| 10. | 「乙女の誓い」                         |            | ミリオンバンブー |                                            |
| 11. | 「ふれあう心・かさなる想い」           |            | ミリオンバンブー |                                            |
| 12. | 「この気持ち抱きしめて」               |            | ミリオンバンブー | ソフマップ特典                             |
| 13. | 「Blooming Knight」(歌：灰墨イノリ)    | 灰墨イノリ | 鳴呼憂           | 公式通販特典、ソフマップ特典（short ver.） |
| 14. | 「U AND I Love Chase」(歌：灰墨イノリ) | 灰墨イノリ | 鳴呼憂           | 公式通販特典、ソフマップ特典（short ver.） |

### 収録メディア
ウィルプラス公式通販特典「乙女騎士♥いますぐ私を抱きしめて SOUNDTRACK」
主題歌2曲をフルバージョンで収録。
ソフマップ特典「OP&EDショートセット（MINI SOUND TRACK）」
BGM5曲と主題歌2曲のショートバージョンが収録されている。

## 反響

### 売り上げ
本作は発売月（2019年4月）の売り上げにおいて、Getchu.comの集計では15位、アダルトゲーム月刊誌『BugBug』の集計では14位を記録した。発売年（2019年）においては、Getchu.comの集計では上位50位の圏外、『BugBug』の集計では上位10位の圏外であった。

### 人気投票
| 部門名       | Getchu.com | BugBug    | アワード  |
| ------------ | ---------- | --------- | --------- |
| 総合         | 圏外/20位  | 圏外/20位 | 圏外/40位 |
| シナリオ     | 圏外/10位  | 圏外/10位 | 部門なし  |
| グラフィック | 圏外/10位  | 部門なし  | 部門なし  |
| 音楽         | 圏外/10位  | 圏外/10位 | 部門なし  |
| システム     | 圏外/10位  | 圏外/10位 | 部門なし  |
| ヴォイス     | 部門なし   | 圏外/10位 | 部門なし  |
| ムービー     | 圏外/10位  | 部門なし  | 部門なし  |
| エッチ       | 圏外/10位  | 圏外/20位 | 部門なし  |
| キャラクター | 0人/20位   | 0人/20位  | 部門なし  |

本作は発売月（2019年4月）のユーザー人気投票において、Getchu.comの上位10位の圏外であった。発売年（2019年）の人気投票においては、Getchu.comでは全部門で圏外、『BugBug』では全部門で圏外、萌えゲーアワードでは上位40位の圏外であった（表：「2019年の美少女ゲーム人気投票における本作の位置」に一覧を示す。）。

### 批評
『BugBug』2019年7月号に本作のレビューが掲載された。レビュアーは「ヒロインの3人がそれぞれ意外な面を持っており、知れば知るほど興味が湧いてくる」とし、特に面白かったのは主人公の女装が露見したときの三者三様の反応だったとしている。ヒロインの魅力を押し出しつつ、ディアナ祭という見せ場も用意された本作は「Hもバランス良く盛り込まれ、肩を張らずにプレイできる」と評し、安心して楽しめる作品だったと結んでいる。